# King of the Beach
King of the Beach è il sedicesimo album in studio del musicista britannico Chris Rea, pubblicato nel 2000.

## Tracce
1. King of the Beach – 5:00
2. All Summer Long – 5:14
3. Sail Away – 4:48
4. Still Beautiful – 4:10
5. The Bones of Angels – 4:15
6. Guitar Street – 4:42
7. Who Do You Love – 4:52
8. The Memory of a Good Friend – 3:55
9. Sandwriting – 5:08
10. Tamatave – 5:17
11. God Gave Me an Angel – 2:59
12. Waiting for a Blue Sky – 5:02